# Cirripectes randalli
Cirripectes randalli är en fiskart som beskrevs av Williams, 1988. Cirripectes randalli ingår i släktet Cirripectes och familjen Blenniidae. Inga underarter finns listade i Catalogue of Life.